# هنريك نيلسن (لاعب كرة قدم)
هنريك نيلسن (بالدنماركية: Henrik "Ismand" Nielsen)‏ (15 نوفمبر 1971 بالدنمارك - ) هو لاعب كرة قدم دانمركي في مركز الهجوم. لعب مع نادي إيسبيرغ.

## وصلات خارجية
- هنريك نيلسن (لاعب كرة قدم) على موقع قاعدة بيانات كرة القدم.إي يو (الإنجليزية)